# Кровавое Рождество (1963)
Кровавое Рождество (тур. Kanlı Noel) — термин, используемый в основном в кипро-турецкой и турецкой историографии, относящийся к эпизоду этнического насилия, произошедшего между греками-киприотами и турками-киприотами во время кипрского кризиса 1963—1964 годов, в ночь с 20 на 21 декабря 1963 года. За инцидентом последовала целая волна столкновений, по интенсивности близкая к полноценной гражданской войне. В результате произошедших погромов погибло 364 турок-киприотов и 174 греков-киприотов. Около 25 000 киприотов-турок из 104 деревень, или четверть от всего турецкого населения острова, покинули свои деревни и были перемещены в анклавы. Тысячи оставленных домов были разграблены или полностью разрушены. Около 1200 армян и 500 киприотов-греков также были перемещены. Насилие ускорило конец представительства киприотов-турок в правительстве Республики Кипр.

## Предыстория
Республика Кипр была учреждена как унитарное государство в 1960 году. Ни одна из двух её крупнейших общин не была довольна этой ситуацией: греки считали своим правом объединить Кипр с Грецией (энозис), а турки стремились к разделу (таксим). После двух относительно мирных лет сосуществования в ноябре 1963 года напряжённость резко возросла, когда президент государства, архиепископ Макариос III предложил 13 конституционных поправок, которые были встречены киприотами-турками с яростью.

## События

### 21 декабря: начало
Инцидент, спровоцировавший события Кровавого Рождества, произошёл рано утром 21 декабря 1963 года. Полиция греков, действовавшая в пределах старых венецианских стен Никосии, потребовала предъявить удостоверения личности нескольких турок, которые возвращались домой на такси после вечерней прогулки. Когда полицейские попытались обыскать женщин в машине, водитель начал сопротивляться, и завязалась ссора. Вскоре собралась толпа, и раздались выстрелы. К рассвету двое турок были убиты, а восемь других: как греков, так и турок, были ранены.

### С 21 декабря по 23 декабря
После стрельбы в северной части Никосии собрались толпы киприотов-турок во главе с бойцами Турецкой организации обороны (ТМТ). 22 декабря похороны двух убитых турок прошли без происшествий. Однако вечером 22 декабря вспыхнула стрельба. Автомобили, набитые вооружёнными греками, разъезжали по улицам Никосии и вели беспорядочный огонь, а турки обстреливали патрульные полицейские машины. Снайперы из числа турок вели огонь с минаретов и крыши отеля «Сарай» на площади Сараёню. Столкновения распространилась на пригороды и Ларнаку. Администрация греков перерезала телефонные и телеграфные линии, ведущие в кварталы турок в городе Никосия, а полиция взяла под контроль международный аэропорт Никосии. Были активизированы греческие военизированные группы во главе с Никосом Самсоном и врачом Вассосом Лиссаридисом.
23 декабря Макариос III и лидеры турок договорились о прекращении огня. Однако бои продолжились и даже усиливались в Никосии и Ларнаке. Велась стрельба из пулемётов из мечетей в населённых турками районах. Позже, 23 декабря, иррегулярные отряды киприотов-греков во главе с Самсоном учинили резню в Оморфите: они напали на пригород, убивая турок, в том числе женщин и детей, «очевидно, без разбора». Турецкие жители квартала были изгнаны из своих домов.

### Более поздние события
Был осквернён ряд мечетей, святынь и других священных мест для турок.
Иррегулярные отряды греков атаковали турок в смешанных деревнях Матиатис 23 декабря и Айос-Василиос 24 декабря. Все турецкое население Матиатиса, 208 человек, бежало в близлежащие турецкие деревни.
Гарри Скотт Гиббонс, репортёр, сообщил об убийстве 21 пациента из числа турок-киприотов в больнице Никосии в канун Рождества. Это обстоятельство принимается как факт в историографии турок, но оспаривается греками. Расследование инцидента, проведённое «весьма надёжным» греческим источником, показало, что трое турок погибли, один из которых умер от сердечного приступа, а двое других были застрелены «психопатом-одиночкой».
24 декабря правительства Турции, Греции и Великобритании выступили с совместным призывом к умиротворению.
Когда Кипр погрузился в хаос, Греция, Турция и Великобритания с одобрения Макариоса создали Совместные силы перемирия под командованием генерала Питера Янга, целью которых было поддержание или, скорее всего, восстановление закона, порядка и мира на Кипре. К 31 декабря 49 турок и 20 греков были убиты, а ещё 30 турок и 4 грека пропали без вести. Более того, некоторые турки, которые покинули свои дома, чтобы избежать военизированных формирований греков нашли убежище в турецких деревнях на севере Кипра. Это послужило одним из первых шагов к разделу острова.
Конференция, состоявшаяся в Лондоне в январе среди представителей двух сторон, провалилась из-за их максималистских позиций.
Правительство Республики Кипр заявляет, что в период с 21 декабря 1963 года по 10 августа 1964 года 191 турок был убит и ещё 173 пропали без вести (предположительно убиты), а греки потеряли 133 человека и ещё 41 пропал без вести (предположительно убиты). Всего в ходе конфликта 1963—1964 годов было убито 364 турка и 174 грека. Около 25 000 турок-киприотов из 104 различных деревень покинули свои дома. Они происходили из 72 смешанных и 24 кипрско-турецких деревень, которые были полностью эвакуированы, и 8 смешанных деревень, которые были частично эвакуированы. Перемещённые лица составили четверть от всего турецкого населения острова. Около 1200 армян и 500 греков также были перемещены.
Большая часть объектов собственности, оставленных турками, были разграблены, повреждены или уничтожены греками. В отчёте Организации Объединённых Наций за 1964 год, в котором использовались аэрофотоснимки, было установлено, что по крайней мере 977 домов киприотов-турок были разрушены и ещё 2000 домов серьёзно пострадали и были разграблены. В отчёте Генерального секретаря ООН от 10 сентября 1964 года количество разрушенных домов оценивалось в 527, а количество разграбленных домов ― в 2000. В том числе 50 полностью разрушенных и 240 частично разрушенных домов в Оморфите и близлежащих пригородах, а также 38 полностью и 122 частично разрушенных дома и магазинов в городе Пафос.

#### Массовое захоронение в Агиос Василиос
Братская могила в Агиос-Василиосе была раскопана 12 января 1964 года в присутствии иностранных журналистов, офицеров британской армии и представителей Международного Красного Креста. В ней были обнаружены тела 21 турка-киприота. Расследование предположило, что они были убиты в Агиос-Василиосе или поблизости от него 24 декабря 1963 года. Наблюдатели подтвердили, что некоторые жертвы, по-видимому, подвергались пыткам и были застрелены после того, как им связали руки и ноги.
Следственная комиссия, возглавляемая независимыми британскими специалистами, связала этот инцидент с исчезновением пациентов-турок-киприотов в больнице Никосии. Однако только спустя десятилетия было установлено, что многие погибшие были убиты в другом месте и их тела хранились в больнице в течение длительного времени, и лишь затем были похоронены в Агиос Василиос. Однако среди убитых греками-киприотами были также несколько жителей села. Эксгумированные тела были захоронены кипрско-турецкими властями во дворе Мевлеви Текке в Никосии. Тела были эксгумированы в 2010-х годах Комитетом по поиску пропавших без вести: восемь жителей деревни Агиос-Василиос были идентифицированы и похоронены по отдельности.

## Историография и память
Обе стороны конфликта признают, что событие является трагическим. Оно же является отправной точкой для рассуждений о том, почему остров Кипр всё ещё остаётся разделённым десятилетия спустя.
Турки-киприоты ежегодно официально поминают убитых 21 декабря 1963 года; у греков такого обычая нет. Годовщина отмечается турками-киприотами как «неделя памяти» и «борьбы мучеников 1963—1974 годов» и следует за Днём независимости ТРСК, который приходится на 15 ноября и отмечается протестами на юге острова.
С обеих сторон есть те, кто рассматривает эти памятные даты как предмет разногласий во время мирных переговоров по Кипру. Нередко те немногие публичные жесты, которые делают турецкие и греческие официальные лица, сигнализирующие о возможном воссоединении, часто вызывают конфликтную реакцию в память о событиях.